# Emile Thysebaert
Emile Thysebaert (Gent, 4 juni 1873 – Anderlecht, 2 februari 1963) was een Belgisch figuratief kunstschilder.
Thysebaert huwde in 1902 met Marie Van Pachterbeek († 1917) bij wie hij een zoon Henri had (°1903). Zijn eerste echtgenote overleed in 1917. Een tweede huwelijk vond plaats op 23 oktober 1918 met Catherine Coppens bij wie hij vijf kinderen had (Marie-Emmanuelle, 1922; Emile-Pierre, 1923; Jean, 1925; Paul, 1927 en Nicole, 1932).

## Levensloop

### Studietijd
Emile Thysebaerts grootvader had een scheepswerf in de Gentse haven en daar kwam hij op jeugdige leeftijd in contact met de wereld der arbeiders.Dit zou op hem een diepe indruk nalaten en dit thema zal regelmatig terugkeren in zijn werken.
Zijn vader was kapper. Hij ging in de leer bij Jules Gondry en, terwijl hij nog werkte in het kapperszaak van zijn vader, studeerde hij aan de Academie te Gent bij Théodore-Joseph Canneel. Hij onderbrak zijn studies voor een verblijf in Parijs (1890), waar hij Auguste Rodin, André Derain en Henri de Toulouse-Lautrec ontmoette. Terug in België studeerde hij korte tijd aan het Hoger Instituut in Antwerpen (bij Juliaan De Vriendt) tijdens zijn legerdienst (dit kon als lid van het zgn. Militaire “Corps universitaire”). De jonge militair kon zich echter niet vinden in hun kunstopvatting en werd na een tijdje teruggestuurd naar zijn kazerne.
Na zijn legerdienst zette hij zijn studies verder aan de academie van Gent bij Jean Delvin en Médard Tytgadt. Hier ontmoette hij Albert Baertsoen, Georges Minne en Théo van Rysselberghe. Hij maakte ook kennis in Sint-Martens-Latem met Valerius De Saedeleer, Gustave Van de Woestijne en de Franstalige schrijver Maurice Maeterlinck. Hij heeft in deze streek enkele schilderijen gemaakt, maar heeft er zich nooit gevestigd.
Met nauwelijks geld op zak vertrok hij in 1899 naar Italië ter voltooiing van zijn studietijd. Hij verbleef in Bazel, waar hij een kopie, die hij had gemaakt in het museum, kon verkopen voor een behoorlijke prijs. Dit liet hem toe verder te reizen naar Florence, Pisa, Bologna, Siena en Venetië. Hij kwam er aan de kost met het schilderen van kopieën en ook als kapper. Een beurs, toegekend door de Belgische Staat, liet hem toe zijn studies te voleindigen in Rome.
In 1900 vestigde hij zich in Brussel. Zijn adres was Anderlechtstraat 156. Hij laat zich spoedig opmerken in artistieke kringen met zijn genretaferelen waarin hij het ellendig leven van de gewone mens afschilderde op een bijtende, maar ook soms humoristische wijze. Tijdens zijn tentoonstelling in de Brusselse Universiteit in 1901 overheersten de droevige onderwerpen: boetelingen, alcoholisten, volksmensen, werklieden, marktpleinen, paardenmarkten, bals, processies, trekpaarden, vissers. Hij vond hij veel van zijn onderwerpen in het volkse leven van de Marollen.
In 1907 ondernam hij een korte reis naar Spanje.

### Lid van “Le Sillon” en “Labeur”
Thysebaert werd lid van de kunstenaarsgroepering“Le Sillon” die als medeleden onder andere Willem Paerels, Louis Thevenet, Georges Van Zevenberghen, Louise Brohée, Arthur Navez en J. Tordeur had.
Hij werd ook lid van “Labeur” en nam deel aan de salons van “Labeur” o.a. 1903 (6de), 1904 (7de). Medeleden van ”Labeur" waren onder andere : Richard Baseleer, Joseph Baudrienghien, J.Ernest Baümer (uit Deventer), Henri Binard, L.G. Cambier, André Collin, A. Cosyns, A. Daens, René de Baugnies, Jules De Bruycker, Alfred Delaunois, Léandre Grandmoulin, Victor Hageman, Jules Herbays, Camille Lambert, Jacques Madiol jr., Marten Melsen, Jules Merckaert, Maurice Nykerk, Auguste Oleffe, “Orpeus”, Henri Ottmann, Willem Paerels, Alexandre Robinson, Armand Rassenfosse, Ferdinand Schirren, Pol Stievenart, Louis Thevenet, Henri Thomas, Walter Vaes, Léon Vandenhouten, André Vanderstraeten, Eugeen Van Mieghem, Georges Van Zevenberghen, Carl Werlemann en Adolphe Wolff. Secretaris was Sander Pierron.
Hij was ook lid van “Als ik kan”, een Antwerpse kunstenaarsgroepering.

### Latere jaren
In 1914 ging Thysebaert in Schaarbeek wonen. In 1921 ondernam het echtpaar een reis naar Zuid-Frankrijk en Italië. Gedurende deze reis maakte hij vele schetsen.
In de periode 1921-1923 maakte hij een kopie van het paneel "De Rechtvaardige Rechters", tien jaar voor de diefstal ervan uit de Sint-Baafskathedraal (Gent).
Gedurende het interbellum vertoefde hij veel aan de Belgische kust, vnl. in Oostduinkerke waar zijn schoonbroer gedurende zomer kapelaan was, en schilderde er de duinen, zeezichten en stoere vissers. Maar de jaren van de crisis –begin jaren ’30- waren ook voor Thysebaert moeilijker, daar veel verkoop achterwege bleef. De Tweede Wereldoorlog was zo mogelijk nog een slechtere tijd. In 1944 ging hij in Anderlecht wonen in en huis aan de oevers van de Zenne in een toen nog semi-landelijke omgeving. Via een vriend, Dandoy, een groothandelaar in geneesmiddelen, bezitter van een landhuis in de Ardennen kon hij gaan schilderen aan de Lesse (Furfooz, Kasteel van Walzin).
Hij werd benoemd in 1920 tot Ridder in de Leopoldsorde en ten slotte in 1961 tot Officier in de Leopoldsorde.

## Oeuvre
Thysebaert was een postimpressionistische schilder en etser wiens thematiek heel divers was : marginalen, alcoholisten, volksmensen, werklieden, marktpleinen, paardenmarkten, bals, processies, trekpaarden, vissers. In de Marollen vond hij veel van zijn onderwerpen. In de latere jaren schilderde hij ook beelden van Mechelen, de duinen in Oostduinkerke en Koksijde, de hoogte van het Dudenpark, Neerpede enz. Hij gebruikte krachtige borstelstreken en opvallende kleuren. Was zijn coloriet in het begin eerder somber, dan werd dit kleurrijker na zijn reis naar Italië. Hij liet zich niet beïnvloeden door de heersende kunststromingen maar werkte steeds in zijn eigen realistische stijl en met een sterk sociaal engagement.
Verder zijn ook muurschilderingen en enkele sculpturen van hem bekend.
Een olieverfschilderij "Aak bij de oever van het ondergesneeuwde kanaal" werd geveild in mei 2005 op €380 in het Hôtel de Ventes Horta, Brussel.

## Tentoonstellingen
- 1901: Brussel, hall van de Universiteit
- 1903: Salon te Gent
- 1903: Antwerpen (Kon. Maatschappij van Aanmoediging van Schone Kunsten),Tentoonstelling van waterverfschilderijen – pastels – etsen - e.a. ("Spoelwindster"; tekening)
- 1903: Zesde Salon van “Labeur” (“Het leven van de arbeider”; bestaande uit een suite van vijf schilderijen)
- 1904: Driejaarlijks Salon Antwerpen
- 1904: Zevende Salon van “Labeur” (“Havenarbeider”, “Dorpeling”, “Hondenmarkt te Brussel”, “De veroordeelde”)
- 1905: Gent; Cercle Artistique et Littéraire
- 1905: Antwerpen, Zaal Buyle; 50ste salon van «Als ick Kan» («Confidentie»)
- 1906: Parijs, Grand Palais, met "Een bal in de Marollen " (dit levert hem een medaille op).
- 1906: Salon van «Le Sillon»
- 1908: Vijftiende Salon van «Le Sillon»
- 1909: Gent, Driejaarlijks Salon
- 1910: Brussel, Salle Boute,eerste individuele tentoonstelling
- 1911: Brussel, Cercle Artistique et Littérairel, samen met W. Paerels en F. Schirren
- 1912: Brussel, Salle Dietrich
- 1913: Brussel, Cercle Artistique
- 1917: Brussel, Galerie Royale
- 1924: Brussel, Galerie Georges Leroy: Em. Thysebaert en J. Bernaerts (o.a. pochades met gezichten op Venetië, en Florence en de Côte d'Azur)
- 1926: Antwerpen, Driejaarlijks Salon
- 1927: Brussel, Galerie Leroy
- 1927: Brussel, Eddy’s Studio
- 1927: Brussel, Galerie Artès
- 1927: Brussel, Galerie Kodak
- 1928: Gent, Zaal Phoenix
- 1929: Brussel, Galerie Kodak
- 1931: Brussel, Galerie Artès
- 1933: Brussel, Galerie Atrium
- 1937: Gent, Salon : "Paardenmarkt"
- 1964: retrospectieve in het Maison des Arts in Schaarbeek met een zestigtal doeken.
- 1995: Retrospective in het "ABAC Gallery" 31 Madeleinestraat - 1000 Brussel

## Verzamelingen
- Brussel, Koninklijke Verzameling (twee werken gekocht door Koning Albert en Koningin Elisabeth in 1917)
- Pau, Musée : “Man met hond”
- Schaarbeek, Gemeentelijke Verzameling
- Anderlecht, Gemeentelijke Verzameling
- Molenbeek, Gemeentelijke Verzameling
- Sint-Joost-ten-Node, Charliermuseum
- Elsene, Museum van Elsene
- Belgische Staat : “Oostendse Visser”; aankoop in 1922 en “Garnaalvisser”, aankoop in 1930